# Dysodia angulisola
Dysodia angulisola är en fjärilsart som beskrevs av Dyar 1913. Dysodia angulisola ingår i släktet Dysodia och familjen Thyrididae. Inga underarter finns listade i Catalogue of Life.